# Cynortula striata
Cynortula striata is een hooiwagen uit de familie Cosmetidae.